# 塞拉亚省
塞拉亚省（西班牙语：Departamento de Zelaya）曾经是尼加拉瓜共和国的一个一级行政区，其首府位于布卢菲尔兹。
塞拉亚省得名于尼加拉瓜共和国前总统何塞·桑托斯·塞拉亚。1894年，塞拉亚总统命令里戈韦托·卡贝萨斯·菲格罗亚将军率军占领蚊子海岸，并将其重新纳入尼加拉瓜领土 。该地多年来一直作为英国保护国，其主要由尼加拉瓜加勒比海沿岸组成，包括马伊斯群岛（大马伊斯岛和小马伊斯岛）、珍珠潟湖（包括珍珠珊瑚礁群）和米斯基托斯群岛。 
1986年，“加勒比地区自治法”颁布后，行政重组得到巩固，塞拉亚省被分为两个自治区：
- 北大西洋自治区（现名北加勒比海岸自治区，其首府为卡贝萨斯港）。
- 南大西洋自治区（现名南加勒比海岸自治区，其首府为布卢菲尔兹）。

## 地理

### 位置
塞拉亚省位于尼加拉瓜加勒比海沿岸，面积达59,094平方公里(约占全国领土面积的45.5％)。该省北接洪都拉斯，东临加勒比海，南靠圣胡安河省，西与琼塔莱斯省、博阿科省、马塔加尔帕省和希诺特加省毗邻。

### 水文和气候
科科河、库卡雷亚河、华华河、彭塔戈尔达河、马伊斯河、普林萨波卡河、马塔加尔帕大河和埃斯孔迪多河流经塞拉亚省。该省气候温暖，气温在25°C至30°C之间波动。河流年降水量达4000毫米，年平均降水量为3000毫米。

## 行政区划
1965年，塞拉亚省被划分为八个城镇：
布卢菲尔兹、马伊斯群岛、拉克鲁斯德里奥格兰德、普林萨波卡、卡贝萨斯港、埃尔拉马、格拉西亚斯-阿迪奥斯和瓦斯潘。
1965年时该省约有88,963名居民，当时各城镇的人口数据如下：
| 城镇名称             | 人口   | 城区人口 | 乡村人口 |
| -------------------- | ------ | -------- | -------- |
| 布卢菲尔兹           | 17,706 | 9,758    | 7,948    |
| 马伊斯群岛           | 1,896  | 1,896    | 0        |
| 拉克鲁斯德里奥格兰德 | 7,150  | 155      | 6,993    |
| 普林萨波卡           | 16,619 | 7,740    | 8,879    |
| 卡贝萨斯港           | 11,621 | 5,983    | 5,638    |
| 埃尔拉马             | 17,219 | 690      | 16,619   |
| 格拉西亚斯-阿迪奥斯  | 5,655  | 511      | 5,144    |
| 瓦斯潘               | 11,097 | 973      | 5,144    |
| 总计                 | 88,963 | 27,616   | 61,347   |

该省境内的居民主要为米斯基托人、拉姆金人和苏莫人。

## 经济
塞拉亚省北部分布着松树林，其南部森林的树木多为木材（桃花心木、雪松等）。 该省东部地区适合种植香蕉、可可、甘蔗、椰子、非洲棕榈和谷物等作物。由于当地土壤条件优越，因此养牛效果极佳。土壤的底土富含金、银、铜和铁矿床。在海岸和邻近海湾捕捞虾和贝类也是一项重要的经济活动。

## 教育和医疗
1963年时塞拉亚省共有139所小学，其中20.8％是私立的。当时该省的教室总数为343间，其中城区有140间，乡村有203间。当时该省共有381名小学教师，其中177人在城区任教，204人在乡村任教。那年该省的入学人数为11,772人。
1963年时全省只有3处保健站、2家诊所、7家药房、16个卫生站和3个移动医疗单位，其中大部分位于其首府布卢菲尔兹。医务工作者包括23名医生、63名护士、2名教育工作者、7名实验室技术人员、1名牙医以及9名卫生检查员，按照这个比例，每名医生平均要给3.87个居民看病。

## 交通和通信
塞拉亚省的主要港口有卡贝萨斯港、布卢菲尔兹和伊莎贝尔港，其他沿海港口有格拉西亚斯-阿迪奥斯、桑迪湾、普林萨波卡、布拉夫、圣胡安德尼加拉瓜、珍珠潟湖和蓬塔米科。该省的卡贝萨斯港、布卢菲尔兹、休纳、博南扎、马伊斯群岛、圣卡洛斯、拉特隆格拉、瓦斯潘、奥罗菲诺和卡拉瓦拉建有机场以及其他小型机场。
当时该省内部与外部的通信都是通过无线电报进行的，尽管在一些城镇有电话网络，但并未连接到其他系统。